# Campeonato Mundial de Atletismo em Pista Coberta de 2016 - 60 m com barreiras feminino
A prova dos 60 metros com barreiras feminino do Campeonato Mundial de Atletismo em Pista Coberta de 2016 ocorreu dia 18 de março em Portland, nos Estados Unidos.

## Recordes
Antes desta competição, os recordes mundiais e do campeonato nesta prova eram os seguintes:
|    | Nome           | Nacionalidade  | Tempo | Local               | Data                    |
| -- | -------------- | -------------- | ----- | ------------------- | ----------------------- |
| WR | Susanna Kallur | Suécia         | 7s 68 | Karlsruhe, Alemanha | 10 de fevereiro de 2008 |
| CR | Lolo Jones     | Estados Unidos | 7s 72 | Doha, Catar         | 13 de março de 2010     |

## Medalhistas
| Ouro          | Prata                 | Bronze               |
| Nia Ali (USA) | Brianna Rollins (USA) | Tiffany Porter (GBR) |

## Resultados

### Eliminatórias
Qualificação: 2 atletas de cada bateria  (Q) mais os  2 melhores qualificados (q).  
| Colocação | Bateria | Nome              | Nacionalidade  | Tempo | Notas |
| --------- | ------- | ----------------- | -------------- | ----- | ----- |
| 1         | 3       | Kendra Harrison   | Estados Unidos | 7.81  | Q     |
| 2         | 1       | Brianna Rollins   | Estados Unidos | 7.82  | Q     |
| 3         | 3       | Andrea Ivančević  | Croácia        | 7.91  | Q, NR |
| 4         | 2       | Nia Ali           | Estados Unidos | 7.91  | Q     |
| 5         | 1       | Alina Talay       | Bielorrússia   | 7.96  | Q, SB |
| 6         | 2       | Tiffany Porter    | Reino Unido    | 8.00  | Q     |
| 7         | 1       | Serita Solomon    | Reino Unido    | 8.04  | q     |
| 8         | 3       | Angela Whyte      | Canadá         | 8.09  | q     |
| 9         | 2       | Hanna Plotitsyna  | Ucrânia        | 8.09  |       |
| 10        | 1       | Michelle Jenneke  | Austrália      | 8.10  | PB    |
| 11        | 1       | Pedrya Seymour    | Bahamas        | 8.15  | PB    |
| 12        | 1       | Wu Shuijiao       | China          | 8.18  | SB    |
| 13        | 2       | Stephanie Bendrat | Áustria        | 8.25  |       |
| 14        | 3       | Fabiana Moraes    | Brasil         | 8.28  |       |
| 15        | 3       | Marina Tomić      | Eslovênia      | 8.33  |       |
| 16        | 2       | Gréta Kerekes     | Hungria        | 8.37  |       |
| 17        | 1       | Samantha Scarlett | Jamaica        | 8.37  |       |
| 18        | 3       | Luca Kozák        | Hungria        | 8.46  |       |
| 19        | 2       | Danielle Williams | Jamaica        | DNF   |       |

### Final
A final ocorreu dia 18 de março. 
| Colocação         | Bateria | Nome             | Nacionalidade  | Tempo | Notas |
| ----------------- | ------- | ---------------- | -------------- | ----- | ----- |
| Medalha de ouro   | 6       | Nia Ali          | Estados Unidos | 7.81  | SB    |
| Medalha de prata  | 4       | Brianna Rollins  | Estados Unidos | 7.82  |       |
| Medalha de bronze | 7       | Tiffany Porter   | Reino Unido    | 7.90  |       |
| 4                 | 3       | Andrea Ivančević | Croácia        | 7.95  |       |
| 5                 | 2       | Angela Whyte     | Canadá         | 7.99  | SB    |
| 6                 | 8       | Alina Talay      | Bielorrússia   | 8.00  |       |
| 7                 | 1       | Serita Solomon   | Reino Unido    | 8.29  |       |
| 8                 | 5       | Kendra Harrison  | Estados Unidos | 8.87  |       |

Legenda
| Recorde mundial       | Recorde mundial (World record)               |                       | Recorde africano                      | Recorde africano (African) |                                           | Q | Classificado por posição (Qualified) |
| Recorde do campeonato | Recorde do campeonato (Championship record)  | Recorde da América    | Recorde da América (Americas)         | q                          | Classificado por melhor tempo (Qualified) |   |                                      |
| Melhor marca do ano   | Melhor marca do ano (World leading)          | Recorde asiático      | Recorde asiático (Asian)              | DNS                        | Não largou (Did not start)                |   |                                      |
| Recorde nacional      | Recorde nacional (National record)           | Recorde europeu       | Recorde europeu (European)            | DNF                        | Não terminou (Did not finish)             |   |                                      |
| Recorde pessoal       | Recorde pessoal do atleta (Personal best)    | Recorde da Oceania    | Recorde da Oceania (Oceania)          | DSQ / DQ                   | Desclassificado (Disqualified)            |   |                                      |
| Recorde da temporada  | Recorde da temporada do atleta (Season best) | Recorde sul-americano | Recorde sul-americano (South America) | NM                         | Sem marca (No mark)                       |   |                                      |